# Maynardville
Maynardville é uma cidade localizada no estado norte-americano de Tennessee, no Condado de Union.

## Demografia
Segundo o censo norte-americano de 2000, a sua população era de 1782 habitantes.
Em 2006, foi estimada uma população de 1920, um aumento de 138 (7.7%).

## Geografia
De acordo com o United States Census Bureau tem uma área de
14,0 km², dos quais 14,0 km² cobertos por terra e 0,0 km² cobertos por água. Maynardville localiza-se a aproximadamente 331 m acima do nível do mar.

## Localidades na vizinhança
O diagrama seguinte representa as localidades num raio de 24 km ao redor de Maynardville.